# Toma Murata
Toma Murata (村田 透馬 Murata Toma?), född 22 juli 2000 i Osaka prefektur, är en japansk fotbollsspelare.
Murata började sin karriär 2018 i FC Gifu.